# Acer tenuifolium
Acer tenuifolium — вид клена, ендемік Японії.

## Опис
Цей вид є листопадним деревом, що досягає висоти 8 метрів.

## Поширення
Батьківщиною цього дерева є японські острови Хонсю, Сікоку і Кюсю.
Може рости на гірських схилах, але частіше зустрічається у вологих місцях.

## Використання
Цей вид висаджують як садове дерево і його деревину.